# Ericus Schroderus
Ericus Schroderus  (env. 1608 - 1639) était un philologue et historien suédois. Il rédigea le premier dictionnaire utilisant le finnois comme langue de recherche. Le Lexicon Latino-Sondicum  (Dictionnaire latin-scandinave) a été publié en 1637. Les autres entrées sont en Latin, suédois et allemand.